# Nightveil: Witchwar
Nightveil: Witchwar ist ein US-amerikanischer Actionfilm des Regisseurs Bill Black aus dem Jahr 2005. Die No-Budget-Produktion basiert auf dem gleichnamigen Comic von AC Comics. In den Comics ist Nightveil ein Mitglied der Femforce. 2009 erschien eine weitere Verfilmung Blue Bulleteer and the sorcerer Eye mit einer Laufzeit von 49 Minuten.

## Inhalt
Laura Wright hatte ursprünglich keine Superkräfte, bis sie bei einem Kampf schwer verletzt wurde und durch den Zauberer Azagoth gerettet wurde, indem er sie heilte und ihr magische Kräfte gab. Sie muss ihre neu gewonnenen Kräfte beherrschen lernen und wird zu „Nightveil“. Manchmal benutzt sie auch den Namen „Mystic Maid“. Eine ihrer Superkräfte ist es, sehr groß zu werden. Sie bekämpft die Schurken „Shroud“ und „Capricorn“. Ihre Erzfeindin ist die böse „Alizarin Crimson“.

## Produktion und Veröffentlichung
Das Budget des von Marauder Productions und Smarty Pants Entertainment produzierten Films waren 2.000 US-Dollar. Regie führte Bill Black, der auch das Drehbuch schrieb und als Produzent fungierte. Für die Kameraführung war Burson Fouche verantwortlich, für den Schnitt Leighton Brill. In der Titelrolle ist Mary Capps zu sehen, die die Figur zuvor schon auf Comic-Conventions gespielt hat. Ihr Ehemann Chuck Capps spielte einen Juwelendieb und Maria Paris spielte Nightveils Erzfeindin Alizarin Crimson / Lenore Stratten.
Am 16. April 2005 veröffentlichte AC Comics Nightveil: Witchwar auf DVD. Am 6. Juli 2005 folgte eine Veröffentlichung online.

## Rezeption
Der Film erhielt auf IMDb eine Nutzerbewertung von 7,2 von 10 möglichen Punkten.